# N6,N6-Diméthyladénosine
La N6,N6-diméthyladénosine (m62A) est un nucléoside dont la base nucléique est la N6,N6-diméthyladénine, un dérivé diméthylé de l'adénine, l'ose étant le β-D-ribofuranose. Elle est présente naturellement dans certains ARN de transfert et ARN ribosomiques.
Elle entre dans la structure de la puromycine.